# الإسلام في ألبانيا
الإسلام في ألبانيا وصل خلال الفترة العثمانية، ومع مرور الوقت تحول غالبية الألبان إلى الإسلام ولا سيما اثنين من الطوائف: السني والبكتاشي. بعد الصحوة الوطنية الألبانية (Rilindja) خلال القرن 20، الحكومات الديمقراطية، الملكية وفي وقت لاحق الشيوعية قامت باتباع منهجية جعل الأمة الألبانية والثقافة الوطنية علمانية. بسبب هذه السياسة، خضع الإسلام مع كل الديانات الأخرى في البلاد لتغييرات جذرية. سببت عقود من إلحاد الدولة التي انتهت في عام 1991 إلى انخفاض في الممارسة الدينية لجميع الأديان. بعد انتهاء الفترة الشيوعية ورفع القيود القانونية وغيرها من القيود التي تفرضها الحكومة على الدين سمح ذلك بإحياء الإسلام خلال المؤسسات التي ولدت بنية تحتية جديدة وأدب مرافق وأنشطة اجتماعية أخرى.
وفقا لتعداد عام 2011، 82.1% من سكان ألبانيا ينتمون إلى الإسلام، مما يجعله أكبر دين في البلاد. تميل الممارسات الدينية في ألبانيا إلى التدني نسبيا. ما تبقى من السكان إما ينتمي إلى المسيحية، وهو ثاني أكبر ديانة في البلاد وينتمي إليها 16.99% من السكان، أو الإلحادية.

## التاريخ

### العهد العثماني
جاء الإسلام إلى ألبانيا خلال الحكم العثماني في القرن الرابع عشر ليكون في مواجهة مع الديانة المسيحية. كان انتشار الإسلام بطيء بسبب مقاومة الكنيسة الرومانية الكاثوليكية والتضاريس الجبلية التي كبحت نفوذ المسلمين. ومع ذلك فبحلول نهاية القرن السابع عشر فإن سكان وسط وجنوب البلاد الذي يعيش حياة حضرية اعتنق الديانة الإسلامية. وجود فئة مسلمة من طبقة البشوات وحسنين والبهوات تمارس دور مهم في الحياة السياسية والاقتصادية أدى إلى جذب الكثير من الألبان إلى اعتناق الإسلام.
تم تقسيم المسلمين في ألبانيا إلى طائفتين رئيسيتين وهما السنة والبكتاشية أما بالنسبة إلى الصوفيين والدراويش فقد جاءوا إلى ألبانيا خلال الحكم العثماني في القرنين الثامن عشر والتاسع عشر. تاريخيا فإن السنة يتواجدون بكثرة في الشمال والوسط بينما يتواجد الشيعة بكثرة في الجنوب.

### الاستقلال

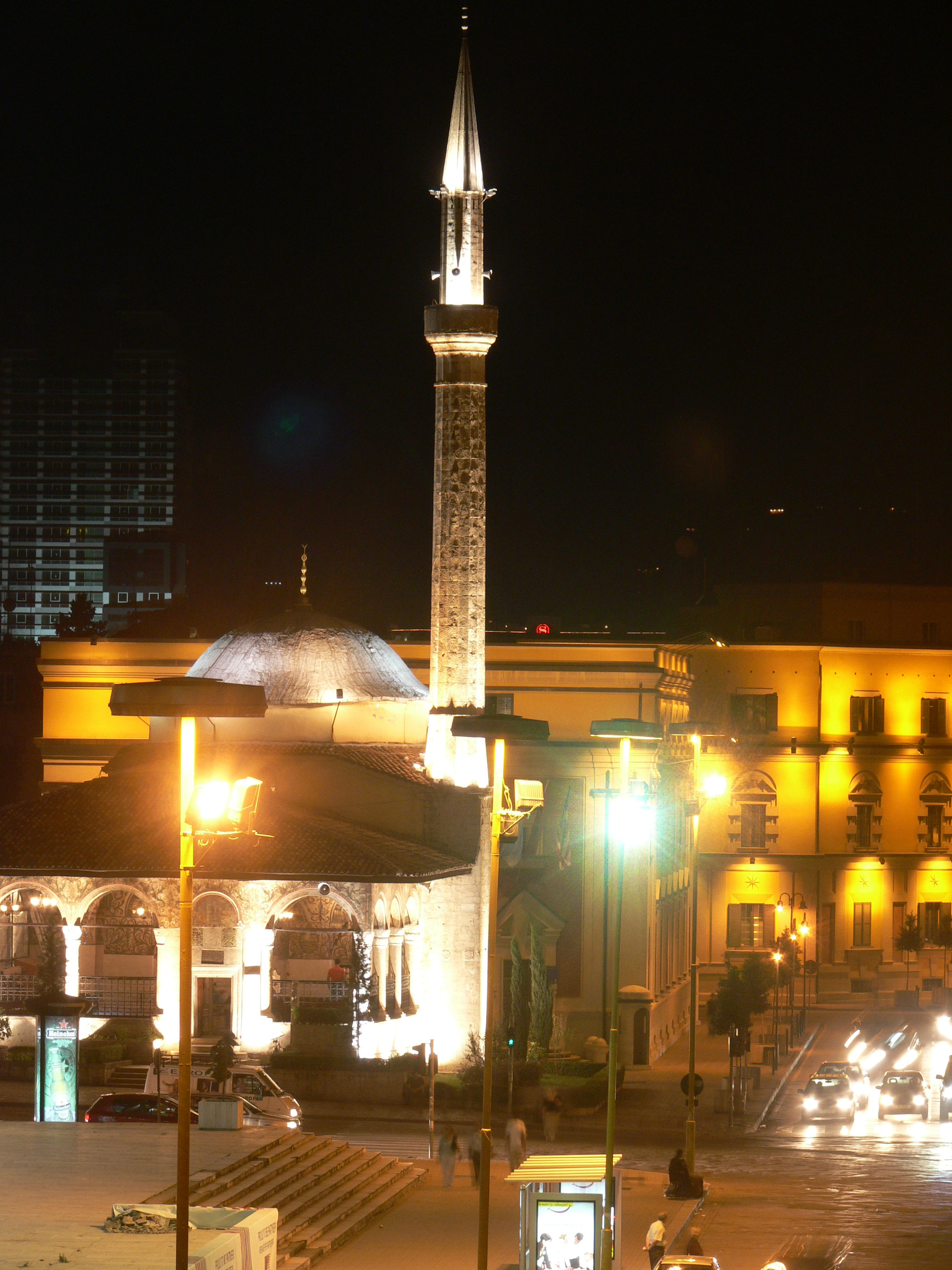
مسجد أدهم باي في العاصمة تيرانا الذي يعتبر أقدم المساجد في ألبانيا

حصلت ألبانيا على استقلالها عن الدولة العثمانية في 1912. بسبب النقص العام في المعتقدات الدينية فإن الأنظمة الشمولية استطاعت الاستحواذ على الحكم الذي قرر إخضاع الإسلام لبعض التغييرات.
في سنة 1923 دعت الحكومة إلى عقد مؤتمر للمسلمين الألبان في العاصمة تيرانا من أجل مقاطعة الخلافة الإسلامية وإنشاء طريقة جديدة للصلاة (بطريقة واقفة بدلا من الطريقة المعروفة) ومنع تعدد الزوجات وحظر استخدام الحجاب من قبل النساء المسلمات وجميع الممارسات القسرية التي كانوا العثمانيون يقومون بها باسم الإسلام.
في عهد الشيوعية تم القضاء على رجال الدين المسلمين بالإضافة إلى نظرائهم الكاثوليك والأرثوذكس وبعدها أعلن أنور خوجة أن ألبانيا هي الدولة الوحيدة غير الدينية في العالم التي تحظر جميع أشكال الممارسة الدينية في القطاع العام في سنة 1967.
اليوم ألبانيا العضو الأوروبي الوحيد في منظمة المؤتمر الإسلامي.

### ألبانيا بعد سقوط الشيوعية

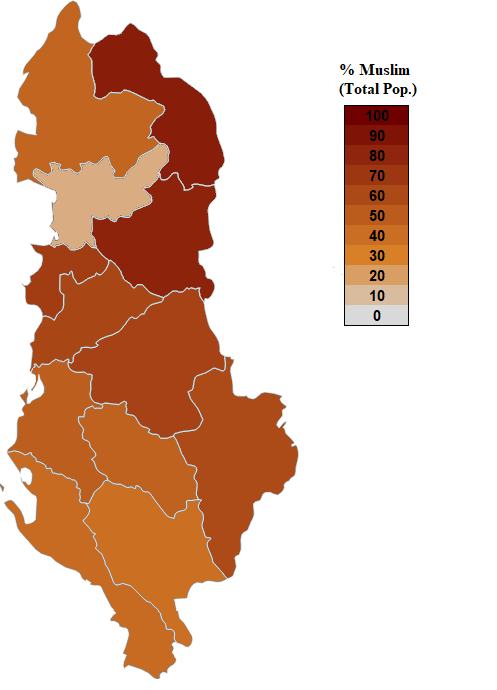
توزيع المسلمين في ألبانيا (2011)

بعد سقوط الشيوعية العالمية تنفس المسلمون الألبانيون الصعداء، ونعموا بالراحة وعملوا على النهوض بمرافق البلاد، ببناء المدارس والمساجد، ولكن الشعب الألباني المسلم في حاجة إلى مساعدة البلاد العربية والإسلامية بتقديم المال والكتب العلمية والمدرسين لشرح تعاليم الإسلام.
في الآونة الأخيرة، مع انتشار وسائل الإعلام، وخصوصًا مع زيادة طلاب العلم الشرعي الذين درسوا في الجامعات في الدول الإسلامية؛ مثل: المملكة العربية السعودية، والأردن، وسوريا... إلخ، أصبح هناك صحوة واهتمام أكبر بالإسلام.

## وصلات خارجية
- المنتدى الإسلامي الألباني[وصلة مكسورة]
- معهد التفكير والحضارة الإسلامية الألباني[وصلة مكسورة]
- المجتمع البكتاشي
- مسلمون ألبان ينقذون يهودا خلال الهولوكوست
- مسلمو ألبانيا